# 横浜日劇
横浜日劇（よこはまにちげき）は、横浜市中区に所在した映画館。

## データ
- 所在地：横浜市中区若葉町3-50（いわゆる伊勢佐木町地区の西端にあたる） 
  - 京急本線黄金町駅西口徒歩5分（現況はマンション「ライオンズ横濱伊勢佐木」[1]）
- 観客定員数：385席（閉館時）

## 沿革
1953年（昭和28年）12月29日に開業。もともとは邦画専門館としてスタートしたが、当時最先端のシネマスコープを導入して洋画専門館に移行。正面に飾られた「CINEMASCOPE NICHIGEKI」のネオンサインで人気を博した。主に洋画の話題作や名作を二本立てで安価で上映。「洋画は日劇、邦画は名画座」（名画座とは日劇に隣接する映画館で現在はシネマ・ジャック&ベティとして営業）のフレーズで地元密着型の映画館として親しまれてきた。その後、林海象監督の映画『私立探偵 濱マイク』シリーズ（1993年〜1996年）や、同作品のテレビドラマ版（2002年）の舞台として全国的に有名となり、昭和の面影をのこすその佇まいへの人気とあいまって、遠方から訪れる映画ファンも多かった。横浜市に生まれ育った作家・伊東潤（1960年〜）は、中学時代に近所の書店「有隣堂」で本を買った後、日劇でよく映画を観ていたという。
しかし同館を経営していた中央興業有限会社が、興行不振などの理由により廃業。2000年以降になるとシネマコンプレックスの台頭による業績悪化に加え、2004年9月の会長死去、同年10月の同社経営のヨコハマ・シネマ・ソサエティ（旧横浜西口名画座）の台風22号による深刻な浸水被害（その後休館となり同年11月20日に正式に廃館）が同社廃業のきっかけとされる。同社経営の映画館は前出のヨコハマ・シネマ・ソサエティやシネマ・ジャック、シネマ・ベティの他、シブヤ・シネマ・ソサエティ、関内MGA（旧関内アカデミー）と相次いで経営譲渡ないしは廃館となった。横浜日劇は2005年2月18日に閉館となった。
閉館後、取り壊しの話もあったが、TVKなど地元のマスコミから「横浜の象徴」としての存在が消えゆくことを惜しむ声が高かったことから、2005年12月に有限会社フレンダム（当時）がイベントスタジオとして営業を開始、いったんは取り壊しを免れる。さらに2006年5月には日劇再生準備委員会が設立され、再び映画館として再生させる道が模索された。

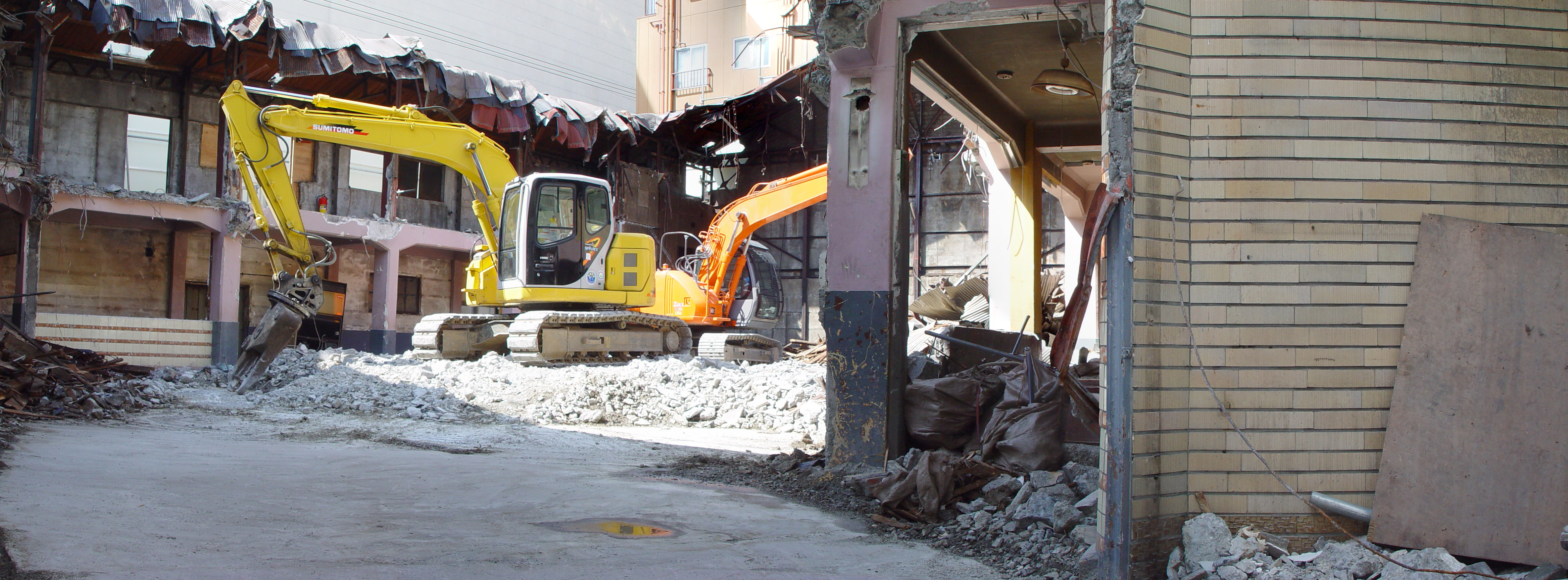
取り壊される横浜日劇

しかし耐震強度や空調設備の問題などから、2007年4月の取り壊しが決定。同年3月17〜18日、2日限りの最後の特別上映会（無料）と内覧会が開催され、その歴史に幕を閉じた。特別上映会には前出の『濱マイク』シリーズの映画撮影で使用された実車（AMC社製ナッシュ・メトロポリタン）も展示され、多くの映画ファンが集まった。この時の『ニュー・シネマ・パラダイス』が最後の上映作品となった。
取り壊しに先立ち、正面玄関上に飾られたネオンサインは撤去され、横浜市に寄贈された。市ではイベントでの展示活用などを検討している。もぎり台は前出の林海象監督に寄贈され、川崎の映画スタジオに移設された。解体後は2009年1月に地上10階建のマンション「ライオンズ横濱伊勢佐木」が建てられ、現在に至る。